# 4월 26일
4월 26일은 그레고리력으로 116번째(윤년일 경우 117번째) 날에 해당한다.

## 사건
- 1865년 - 미국 대통령 에이브러햄 링컨을 암살한 저격범 존 윌크스 부스가 총격으로 사망하다.
- 1926년 - 미국-프랑스 채무협정 체결. 미국에 대한 프랑스의 제1차 세계 대전 채무를 40억 달러로 확정하다.
- 1953년 - 한국전쟁의 정화(停火) 및 정전(停戰)을 위한 제123차 정전협상 본회의가 판문점에서 재개되었고, 미국 측 마크 클라크, 조선민주주의인민공화국 측 김일성, 중화인민공화국 측 펑더화이 등이 참석하였다.
- 1954년 - 스위스 제네바 만국궁전에서 한국전쟁 정전협정에 따라 제네바정치회의 개최. 대한민국 대표단의 수석대표는 변영태 외무장관, 조선민주주의인민공화국 측은 기석복 문화선전성 부상.
- 1960년 - 대한민국 이승만 대통령이 국회에 출석하여 하야 성명서를 발표하다. 4.19 혁명이 끝나다.
- 1964년 - 탕가니카와 잔지바르가 통합하여 이루어진 탄자니아 연합공화국이 유엔 가입하다.
- 1975년 - 시킴, 인도에 병합.
- 1982년 - 대한민국 경찰 우범곤이 경상남도 의령군 궁류면에서 총기를 난사해 62명을 살해하고 자살했다.
- 1986년 - 소련 우크라이나 프리피야티의 체르노빌 원자력 발전소서 최악의 방사능 누출 사고가 발생하다.
- 1994년 - 중화항공 140편이 나고야 코마키 공항에서 추락하여 승객 264명이 사망하다.
- 2001년 - 일본에서 고이즈미 준이치로 내각이 출범하다.
- 2003년 - 대한민국 서울특별시 동대문구 휘경제2동 동성애자인권연대 건물 3층에서 대한민국의 동성애자 인권운동가 육우당이 사무실 문에 목을 매어 자살하였다. 육우당은 동성애는 소돔과 고모라의 유황불로 단죄된다는 기독교 단체들의 성명서에 항의 표시로 유서 6장을 남겼다.
- 2006년 - 대한민국, 채종기가 경복궁 방화시도 하였다. 그러나 실패하고 창경궁의 문정전에 화재를 일으켰다.
- 2008년 - 닌텐도 Wii가 한국에서 정식 발매되었다.
- 2010년 - 오스트리아 대통령 하인츠 피셔가 재선에 성공하다.

## 문화
- 1903년 - 스페인의 축구 클럽 아틀레티코 마드리드 창단.
- 2004년 - KBS 제2FM 키스 더 라디오 첫방송.
- 2008년 - 부산광역시의 개신교 복음방송인 부산극동방송(부산FEBC) 개국.
- 2009년 - KBS 제2라디오의 FM 인기가요가 23년 만에 종영되었다.
- 2017년 - 대한민국 한국선거방송 개국.
- 2018년
  - 전국 최대 규모의 울산도서관 개관
  - MBC 아침드라마가 37년 만에 폐지되었다.

## 탄생
- 121년 - 로마 제국의 제16대 황제 마르쿠스 아우렐리우스. (~180년)
- 1418년 - 조선 제5대 국왕 문종의 정비 현덕왕후. (~1441년)
- 1564년 - 영국의 극작가, 시인 윌리엄 셰익스피어. (~1646년)
- 1662년 - 스페인의 왕비 마리루이즈 도를레앙. (~1689년)
- 1711년 - 영국의 철학자 데이비드 흄. (~1776년)
- 1798년 - 프랑스의 화가 외젠 들라크루아. (~1863년)
- 1871년 - 대한민국의 승려 만공. (~1946년)
- 1879년 - 영국의 물리학자 오언 윌런스 리처드슨. (~1959년)
- 1887년 - 미국의 야구 선수 잭 배리. (~1961년)
- 1889년 - 오스트리아의 철학자 루트비히 비트겐슈타인. (~1951년)
- 1890년 - 대한민국의 문화운동가 최남선. (~1957년)
- 1894년 - 나치 독일의 정치가 루돌프 헤스. (~1987년)
- 1897년 - 미국의 운동 선수 에디 이건. (~1967년)
- 1900년 - 미국의 지진학자 찰스 릭터. (~1985년)
- 1905년 - 프랑스의 영화 감독 장 비고. (~1934년)
- 1923년 - 대한민국의 희극인 양훈. (~1998년)
- 1926년
  - 대한민국의 농촌운동가 김준. (~2012년)
  - 영국의 한국문학 교수 윌리엄 스킬렌드. (~2010년)
- 1932년 - 프랑스의 가수, 작곡가 프랑시스 레. (~2018년)
- 1933년
  - 미국의 배우 캐럴 버넷.
  - 미국의 물리학자 아노 앨런 펜지어스. (~2024년)
- 1935년 - 일본의 정치인 다나카 나오키.
- 1936년 - 칠레의 축구 선수 레오넬 산체스. (~2022년)
- 1938년
  - 대한민국의 정치인 이석용. (~2013년)
  - 미국의 기타리스트 듀언 에디. (~2024년)
  - 이탈리아의 권투인 니노 벤베누티. (~2025년)
- 1940년 - 이탈리아의 음악가 조르조 모로더.
- 1942년 - 미국의 가수 보비 라이델. (~2022년)
- 1945년 - 미국의 정치인 리처드 아미티지. (~2025년)
- 1949년
  - 대한민국의 성우 이윤선.
  - 대한민국의 정치인 윤장현.
  - 일본의 소설가 사가와 잇세이. (~2022년)
  - 대한민국의 사회학자, 교수 임현진.
- 1953년
  - 대한민국의 가수 김수희.
  - 대한민국의 바둑 기사 박종렬. (~2020년)
- 1954년 - 대한민국의 신학자, 목회자 문성모.
- 1960년 - 대한민국의 사회운동가, 정치인 유승희.
- 1961년
  - 대한민국의 전 축구 선수, 현 축구 감독 변병주.
  - 대한민국의 정치인 강민정.
- 1962년 - 일본의 성우, 배우, 음향감독 츠지타니 코지. (~2018년)
- 1963년
  - 대한민국의 배우 이종남.
  - 중화인민공화국의 배우, 무예가 이연걸.
- 1964년 - 미국의 국방부 장관 마크 에스퍼.
- 1966년 - 일본의 가수, 배우, 성우 하시모토 사토시.
- 1967년 - 미국의 전 프로레슬링 선수 케인.
- 1968년 - 대한민국의 정치인 하태경.
- 1969년 - 대한민국의 성우 류다무현.
- 1970년 - 미국의 대통령 영부인 멜라니아 트럼프.
- 1973년 - 대한민국의 전 축구 선수 이운재.
- 1974년 - 대한민국의 배우 박민규.
- 1975년 - 대한민국의 미용전문가 정지현.
- 1976년 - 대한민국의 성우 박신희.
- 1977년 - 미국의 배우 톰 웰링.
- 1979년 - 대한민국의 기업인 이윤형. (~2005년)
- 1980년
  - 미국의 배우 채닝 테이텀.
  - 미국의 배우 조대나 브루스터.
- 1981년 - 대한민국의 희극인 김경아.
- 1982년
  - 잉글랜드의 가수, 배우 존 리.
  - 쿠바의 권투 선수 양키엘 레온.
- 1983년
  - 대한민국의 희극인 김경욱.
  - 캐나다의 모델 및 배우 노아 밀스.
- 1984년
  - 미국의 격투기 선수 카를로스 콘딧.
  - 대한민국의 가수, 배우 남규리.
- 1986년 - 그리스와 덴마크의 왕자 필리포스.
- 1987년
  - 스페인의 축구 선수 코케.
  - 우즈베키스탄의 축구 선수 바호디르 파르다예프.
- 1988년
  - 대한민국의 가수 진화.
  - 대한민국의 댄서, 방송인 최다슬.
- 1989년
  - 대한민국의 가수 대성 (빅뱅).
  - 대한민국의 가수 유성은.
- 1990년 - 대한민국의 미스코리아, 배우 김유미.
- 1991년 - 대한민국의 가수 겸 작곡가 단테.
- 1992년 - 대한민국의 가수 키라라.
- 1993년
  - 대한민국의 축구 선수 정현철.
  - 일본의 배우 타케우치 료마.
  - 일본의 아이돌 미츠무네 카오루. (AKB48)
- 1994년 - 대한민국의 야구 선수 김성민.
- 1995년 - 필리핀의 배우 다니엘 파디야.
- 1996년
  - 대한민국의 유튜버 탱글다희.
  - 중화인민공화국의 바둑 기사 퉁멍청.
- 1997년
  - 네덜란드의 축구 선수 칼빈 베르동크.
  - 대한민국의 가수 구만.
  - 독일의 농구 선수 모리츠 바그너.
- 1998년 - 대한민국의 가수 뉴 (더보이즈).
- 1999년
  - 대한민국의 가수 김승준.
  - 중화인민공화국의 바둑 기사 루민취안.
- 2000년
  - 대한민국의 바둑 기사 박현수.
  - 대한민국의 가수 이수호.
  - 일본의 성우 노구치 이오리.
- 2001년 - 일본의 가수 레미 (체리블렛).
- 2002년 - 대한민국의 가수 김채현.
- 2004년 - 대한민국의 야구 선수 박한결.
- 2006년 - 러시아의 피겨 스케이팅 선수 카밀라 발리예바.
- 2007년 - 대한민국의 배우 최지원.

### 미상
- 일본계 미국인 성우 아마키 샐리. (22/7)

## 사망
- 1920년 - 인도의 수학자 스리니바사 라마누잔. (1887년~)
- 1951년 - 독일의 물리학자 아르놀트 조머펠트. (1868년~)
- 1989년 - 미국의 배우 겸 연극 감독 루실 볼. (1911년~)
- 1991년 - 대한민국의 학생운동가 강경대. (1972년~)
- 1994년 - 극진공수도의 창시자 최영의. (1923년~)
- 1997년 - 일본의 야구 선수 후지모토 히데오. (1918년~)
- 2003년 - 대한민국의 시인, 작가 겸 성 소수자 인권 운동가, 평화 운동가 육우당. (1984년~)
- 2004년
  - 미국의 작가 휴버트 셀비 2세. (1928년~)
  - 불가리아의 레슬링 선수 란겔 게로프스키. (1959년~)
- 2007년 - 대한민국의 관료, 기업인, 총리 신현확. (1920년~)
- 2017년 - 미국의 영화감독 조너선 데미. (1944년~)
- 2018년 - 대한민국의 배우 황찬호. (1986년~)
- 2021년
  - 소련의 육상 선수 타마라 프레스. (1937년~)
  - 일본의 피아니스트 이즈미 히로타카. (1958년~)
- 2022년 - 독일의 작곡가 클라우스 슐체. (1947년~)
- 2023년 - 미국의 정치인 제리 아포다카. (1934년~)
- 2024년 - 대한민국의 영화감독 선우완. (1948년~)
- 2025년 - 일본의 슈퍼센티네리언 하야시 오카기. (1909년~)

## 기념일
- 세계 지적 재산의 날

## 같이 보기
- 전날: 4월 25일 다음날: 4월 27일 - 전달: 3월 26일 다음달: 5월 26일
- 음력: 4월 26일
- 모두 보기